# Bâgé-le-Châtel
Bâgé-le-Châtel là một xã ở tỉnh Ain, vùng Auvergne-Rhône-Alpes thuộc miền đông nước Pháp.